# Lysiteles inflatus
Lysiteles inflatus là một loài nhện trong họ Thomisidae.
Loài này thuộc chi Lysiteles. Lysiteles inflatus được Da-xiang Song & Jian-yuan Chai miêu tả năm 1990.